# Геј и Лезбијско Краљевство
Геј и Лезбијско Краљевство (енгл. Gay and Lesbian Kingdom), званично Геј и Лезбијско Краљевство Острва Коралног мора (енгл. Gay and Lesbian Kingdom of the Coral Sea Islands), још познато и као Геј Краљевство Острва Коралног мора (енгл. The Gay Kingdom of the Coral Sea) је била самопроглашена микронација основана у знак протеста од стране геј активиста из Аустралије. Проглашена је 2004. као одговор на одлуку аустралијске владе да одбије да призна истополне бракове. Основана је на Аустралијској прекоморској територији Острва Коралног мора, ненасељеним острвцима источно од Великог коралног гребена. Краљевство се распало 17. новембра 2017. пошто је на референдуму за легализовање истополних бракова победила опција за.
Територија острва Коралног мора је прекоморска територија Аустралије коју сачињава група малих и углавном ненасељених острва у Коралном мору, северозападно од Квинсленда, у Аустралији. Територија покрива 780.000 km² и већину ње чини океан. Простире се на југу и истоку до границе Великог коралног гребена. Највиша тачка територије је на Кејто острву. Престоница Краљевства је био камп на острву Хевен.

## Историја Острва Коралног мора
Острва су први пут мапирана 1803. године. 1870-их и 1880-их, на острвима се копало за минерал гвано, али недостатак пијаће воде је онемогућавало дугорочно насељивање острва. Постају територија Аустралије 1969. Законом о Острвима Коралног мора (пре тога, сматрала су се делом Квинсленда). Године 1997, територија је проширена да укључује Елизабетин гребен и Гребен Мидлтон који су били скоро 800km јужно од тадашње границе, у Тасманском мору.

## Основање Краљевства
Иницијативу да се оснује геј краљество је преузео Метју Бригс, члан Бризбејсног геј и лезбијског прајд фестивала 2003. Геј активисти су веровали да би промена у закону о браку, нарочито планирана промена од стране владе Аустралије да измени закон тако да бракови истополних парова који су били венчани изван државе не буду признати, узела од хомосексуалаца право да буду третирани једнако.
На основу закона стицања без основа (ако је нешто узето без оправдања, мора да се надокнади) и пратећи међународна законе, који тврде да „потлачени људи прекоморских територија имају право на самовладавину и самоопредељење”, активисти су узели „територијалну накнаду” тако што су основали независну геј државу, присвајајући Острва Коралног мора као своју територију.

## Проглашење независности
Дана 14. јуна 2004, пловећи на броду Гејфлауер (референца на Мејфлауер), активисти су уздигли заставу дугиних боја и прогласили Острва Коралног мора независном државом гејева и лезбијки. На североисточном делу Кејто острва стоји спомен-плоча која обележава овај догађај и на којој пише:
„На 14. дан јуна 2004, на највишој тачки Коралног мора, цар Дејл Паркер Андерсон је подигао геј дугину заставу и прогласио острва Коралног мора домовином гејева и лезбијки света. Нек Бог сачува нашег краља!"
С одлуком да постану независни од Аустралије, оснивачи краљевства су написали нацрт проглашења независности. Увод у текст каже:
„Хомосексуалци су свуда искрено настојали да се стопе у друштвени живот околних заједница и да буду једнако третирани. Није нам дозвољено да то радимо. Узалуд смо ми одани родољуби, наша лојалност понегде иде до крајности; џабе жртвујемо живот и имовину као и наши суграђани; узалуд се трудимо да у науци и уметности увећамо славу наше родне земље, или њено богатство трговином. У земљама у којима смо вековима живели, још увек смо обележени као странци.... У свету какав је сада и на неодређено време.... Мислим да нећемо бити остављени на миру”
Декларација која је иснпирисана Декларацијом независности САД још каже: „Сматрамо да су ове истине очигледне, да су сви људи створени једнаки, да их је њихов творац обдарио одређеним неотуђивим правима, међу којима су живот, слобода и тежња за срећом.”
Активисти су основали камп на Кејто острву које су назвали Хевен (прев. Рај, по геј клубу Хевен у Лондону) коју су прогласили престоницом. Химна државе је била „I Am What I Am”.
Вођа демонстраната, Дејл Паркер Андерсон је изабран за Управитеља територије и проглашен за цара краљевства по његовој независности.
У шеми сличној Израелском Закону повратка, особа би аутоматски добила право да живи у држави и може да добије држављанство Геј и Лезбијског Краљевства Острва Коралног мора тиме што је геј или лезбијка.
Крањевство је издало своје прве маркице у јулу 2006. године. „са циљем стварања репутације међу филателичким братствима”. На сајту краљевства је наведено да су туризам, риболов и филателичке продаје једине економске активности државе. Ипак, пливање ходање по гребенима, роњење у лагунама, посматрање птица, сакупљање шкољки и истраживање олупина бродова су биле неекономске активности под финансирањем геј владе.

## Међународни односи
Осим протестаната, острва су била ненасељена и независност државе није призната од стране Аустралије или било које друге владе. Уједињене нације су наставиле да признају Острва Коралног мора као територију Аустралије. 13. септембра 2004, Геј Краљевство је објавило рат Аустралији.
У мају 2010, Дејл Андерсон је позван на Сиднејску конференцију за лидере свих микронација у свету, како би се одредили начини на које би могли да добију признање као независне државе. Геј влада је објавила да цар неће присуствовати конференцији зато што Геј и Лезбијско Краљевство Острва Коралног мора, које је било прекоморска територија Аустралије, није микронација.

Дана 28. фебруара 2017, либерални сенатор у Аустралији Ерик Абец се противио томе што је застава дугиних боја била окачена у Министарству финансија на основу тога да департмани владе морају да остану неутрални у политичким дебатама. Своје излагање је завршио следећим исказом: 
„... Ова застава је застава Геј и Лезбијског Краљевства Острва Коралног мора, које је објавило рат Аустралији..."
Корман се сложио и рекао да „ће се постарати да заставе непријатељских држава неће бити окачене нигде у било којој згради владе”.

## Распад
Године 2016, званичан сајт Геј и Лезбијског Краљевства Острва Коралног мора је додало линк који упућује посетиоце на Кампању за једнакост, организацију која је позивала становнике Аустралије да учествују на референдуму о истополним браковима, где би победа опције за вероватно охрабрило Парламент Аустралије да легализује истополне бракове.
По одлуци да се истополни бракови легализују, Краљевство је распуштено 17. новембра 2017.